# قناری دامارا
قناری دامارا (نام علمی: Serinus leucolaema) نام یک گونه از سرده سهره دمگاه‌زرد است.